# 木村タカヒロ
木村タカヒロ（きむら たかひろ、1965年 - ）は、日本生まれのイラストレーター。木村創作教室主宰。クロスメディア展開をトータルプロデュースするクリエイティブ集団「キムスネイク」としても活動している。父はアニメーターの木村圭市郎。

## 経歴
- 1985年 - 育英工業高等専門学校グラフィック工学科卒業。
- 1988年 - セツ・モードセミナー卒業。
- 1989年 - 第7回イラストレーション誌『ザ・チョイス』大賞受賞
- 1990年 - 顔面作品でデビュー。

## 人物
「ハデでキレイでカッコイイ」がモットー。顔面コラージュ作家。個展も数多く開催。近年は、キムスネイクの名でキャラクターアニメも制作。
2006年11月よりGYAO!にて『キムサウンドストーリー』が放送。
テレビではBSフジで放送の『無意味良品』に登場するキャラクターや、フジテレビ系で放送の『ザ・ベストハウス123』のオープニングアニメーション、ハトのマークの引越センターのアニメーションCMなどを手がけている。

## 著書
- 木村タカヒロ、山口信博、祖父江慎、小野明 共著『デザインを構想する』神戸芸術工科大学レクチャーブックス、左右社
- e-motion 木村タカヒロ作品集（2010年10月27日、扶桑社） ISBN 978-4594062972